# Allen Lowe

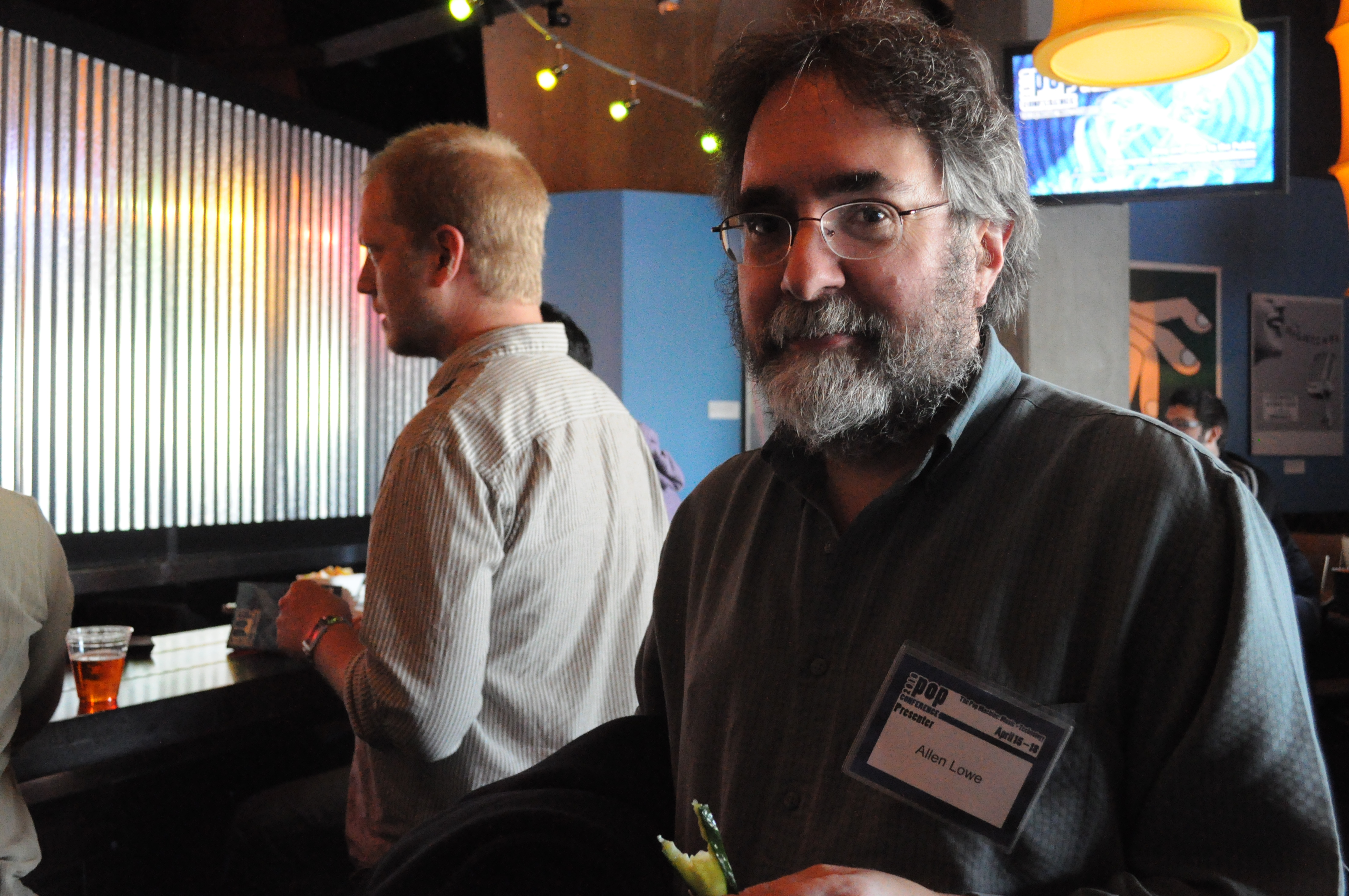
Allen Lowe auf der Pop Conference EMPSFM in Seattle 2010

Allen Lowe (* 5. April 1954 in Massapequa, Long Island) ist ein US-amerikanischer Musikhistoriker, Tontechniker, Komponist und Musiker (Tenorsaxophon, Gitarre).

## Leben und Wirken
Lowe wuchs auf Long Island auf; ein Schulfreund war der Saxophonist Phillip Johnston. Als Jugendlicher spielte er in verschiedenen Jazz- und Rockbands. Er arbeitete hauptsächlich außerhalb der Musikszene, betätigte sich aber als Musikkritiker, Autor und unterrichtete Jazzgeschichte, daneben trat er gelegentlich auf. Erst 1983 entschied er sich seine eigene Musik zu spielen und begann für New Yorker Musiker wie Roswell Rudd, David Murray, Julius Hemphill, Marc Ribot, Matthew Shipp, Loren Schoenberg, Don Byron, Lewis Porter, Randy Sandke und Doc Cheatham zu komponieren. In der Knitting Factory wurde sein Louis-Armstrong-Tribut Mental Strain at Dawn mit dem Jack Purvis Memorial Orchestra aufgeführt, benannt nach einem frühen Jazztrompeter. Lowe betätigte sich außerdem als Tontechniker mit der Klangaufbereitung historischer Aufnahmen. Er übernahm das Mastering von Michael Feinsteins Radioserie über die Musik von George Gershwin; außerdem editierte er die 9-CD-Box American Pop from Minstrel to Mojo: On Record, 1893-1946. Er arbeitete auch als Berater für Ken Burns’ Fernsehdokumentation Jazz. Unter eigenem Namen nahm er für Enja eine Jazzadaptation von Georg Büchners Schauspiel Woyzeck auf. Er ist Autor von That Devilin’ Tune, einem Buch über die Jazzgeschichte von 1900 bis 1950, das mit einer aus 36 CDs bestehenden Anthologie gekoppelt ist.
2011 legte Lowe auf drei CDs sein wohl ambitioniertes Werk Blues and the Empirical Truth vor, das sich im Titel auf Oliver Nelsons The Blues and the Abstract Truth (1961) bezieht, im Gegensatz zu Nelson aber den „Blues in verschiedene Kontexte [stellt], seine sozialen und kulturellen Ursprünge erforscht, erweitert von dem, was aus Lowes persönlichen Vorlieben, Ideen und Einflüssen erwächst.“ Es enthält u. a. Tribute an zahlreiche Individuen, wie an die Swing-Vokalistin Doris Day, den vergessenen Bebop-Saxophonisten Dave Schildkraut, den schwarzen Pianisten und Komponisten Blind Tom Bethune, die Bürgerrechtsaktivisten Pauli Murray und Ella Mae Wiggins.

## Diskographische Hinweise

### Alben unter eigenem Namen und as Co-Leader
- New Tango '92: After Astor Piazzolla (Or the Second Assassin) (Fairhaven, 1991)
- Allen Lowe And The American Song Project Featuring Roswell Rudd – Dark Was the Night, Cold Was the Ground (Music & Arts Program of America, 1993)
- Woyzeck's Death (Enja, 1994) mit Roswell Rudd
- Jews in Hell – Radical Jewish Acculturation Or: All the Blues You Could Play by Now if Stanley Crouch Was Your Uncle Or: How I learned to Stop Worrying (Spaceout Records, 2007) mit Marc Ribot, Erik McKeown, Matthew Shipp, Randy Sandke, Lewis Porter[2]
- Blues and the Empirical Truth (2011) mit Roswell Rudd, Matthew Shipp, Marc Ribot
- Mulatto Radio: Field Recordings 1-4, or: A Jew at Large in the Minstrel Diaspora (2014) mit Matthew Shipp, Kalaparusha, Ken Peplowski, Randy Sandke, Noah Preminger,  Ursula Oppens, Lou Grassi, Rob Wallace, Ray Suhy, Kevin Ray, Rick Moody, Lewis Porter, Jon-Erik Kellso, Gerhard Graml, Ras Moshe
- We Will Gather When We Gather (2015) mit Hamiet Bluiett, Lou Grassi, Matt Lavelle, Kevin Ray, Jake Millett, Ras Moshe Burnett, Ava Mendoza
- East Axis: Cool with That (2021), mit Matthew Shipp, Gerald Cleaver & Kevin Ray
- Allen Lowe and the Constant Sorrow Orchestra: America: The Rough Cut (2023)

### Alben als Herausgeber
- American Pop: An Audio History - From Minstrel To Mojo: On Record, 1893-1946 (West Hill, 1998)[3]
- Minstrel to Mojo: An Audio History of American Popular Song, 1893~1946 (Music & Arts Program, 2000 – 9 CDS)
- That Devilin' Tune: A Jazz History 1895-1950 (West Hills Radio Archives, 2006 – 36CDs)
- Really the Blues? A Blues History 1893-1959 (Music & Arts Program, 2010 – 36 CDs)